# روبرت إم. تي. هنتر
روبرت إم. تي. هنتر هو محامي وسياسي أمريكي، ولد في 21 أبريل 1809 في مقاطعة إيسكس في الولايات المتحدة، وتوفي في 18 يوليو 1887 في الإسكندرية في الولايات المتحدة. نشط حزبياً في حزب اليمين والحزب الديمقراطي.

## مناصب
- انتخب عضو مجلس النواب الأمريكي.
- انتخب عضو مجلس الشيوخ الأمريكي [الإنجليزية]‏ عن دائرة المقعد الثاني لفرجينيا ‏ وقد انضم خلال فترته النيابية [الإنجليزية]‏ (4 مارس 1861 – 28 مارس 1861) للكتلة البرلمانية الحزب الديمقراطي.
- انتخب عضو مجلس الشيوخ الأمريكي [الإنجليزية]‏ عن دائرة المقعد الثاني لفرجينيا ‏ وقد انضم خلال فترته النيابية [الإنجليزية]‏ (4 مارس 1859 – 4 مارس 1861) للكتلة البرلمانية الحزب الديمقراطي.
- انتخب عضو مجلس الشيوخ الأمريكي [الإنجليزية]‏ عن دائرة المقعد الثاني لفرجينيا ‏ وقد انضم خلال فترته النيابية [الإنجليزية]‏ (4 مارس 1857 – 4 مارس 1859) للكتلة البرلمانية الحزب الديمقراطي.
- انتخب عضو مجلس الشيوخ الأمريكي [الإنجليزية]‏ عن دائرة المقعد الثاني لفرجينيا ‏ وقد انضم خلال فترته النيابية [الإنجليزية]‏ (4 مارس 1855 – 4 مارس 1857) للكتلة البرلمانية الحزب الديمقراطي.
- انتخب عضو مجلس الشيوخ الأمريكي [الإنجليزية]‏ عن دائرة المقعد الثاني لفرجينيا ‏ وقد انضم خلال فترته النيابية [الإنجليزية]‏ (4 مارس 1853 – 4 مارس 1855) للكتلة البرلمانية الحزب الديمقراطي.
- انتخب عضو مجلس الشيوخ الأمريكي [الإنجليزية]‏ عن دائرة المقعد الثاني لفرجينيا ‏ وقد انضم خلال فترته النيابية [الإنجليزية]‏ (4 مارس 1851 – 4 مارس 1853) للكتلة البرلمانية الحزب الديمقراطي.
- انتخب عضو مجلس الشيوخ الأمريكي [الإنجليزية]‏ عن دائرة المقعد الثاني لفرجينيا ‏ وقد انضم خلال فترته النيابية [الإنجليزية]‏ (4 مارس 1849 – 4 مارس 1851) للكتلة البرلمانية الحزب الديمقراطي.
- انتخب عضو مجلس الشيوخ الأمريكي [الإنجليزية]‏ عن دائرة المقعد الثاني لفرجينيا ‏ وقد انضم خلال فترته النيابية [الإنجليزية]‏ (4 مارس 1847 – 4 مارس 1849) للكتلة البرلمانية الحزب الديمقراطي.
- انتخب عضو مجلس نواب الولايات المتحدة عن ولاية فرجينيا ‏.
- انتخب عضو مجلس ولاية فرجينيا  [لغات أخرى]‏.
- انتخب الناطق باسم مجلس النواب الأمريكي.
- انتخب عضو مجلس الشيوخ الأمريكي [الإنجليزية]‏.